# Daily Mail (Brisbane)
O Daily Mail foi um jornal publicado em Brisbane, Queensland, Austrália, entre 1903 e 1933.

## História
Foi publicado pela última vez no dia 26 de agosto de 1933, tendo-se fundido com o Brisbane Courier de Keith Murdoch, tornando-se no The Courier-Mail, que ainda é o principal jornal diário de Brisbane.
A digitalização do jornal começou como parte do Programa de Digitalização de Jornais Australianos da Biblioteca Nacional da Austrália. Em abril de 2019, parte de 1903 e os anos de 1916 a 1926 estavam digitalizados.